# تاكويا هاشيكتشي
تاكويا هاشيكتشي (باليابانية: 橋口 拓哉) (27 سبتمبر 1994 في ميازاكي في اليابان – )؛ هو لاعب كرة قدم سابق كان يلعب كمدافع.

## وصلات خارجية
- تاكويا هاشيكتشي على موقع رابطة كرة القدم اليابانية للمحترفين (اليابانية)
- تاكويا هاشيكتشي على موقع قاعدة بيانات كرة القدم.إي يو (الإنجليزية)
- تاكويا هاشيكتشي على موقع Soccerway.com (الإنجليزية)
- تاكويا هاشيكتشي على موقع عالم كرة القدم.نت (الإنجليزية)